# Frontière entre la Grèce et l'Italie
La frontière entre la Grèce et l'Italie est la frontière internationale, intégralement maritime, qui délimite, en mer Ionienne, la Grèce de l'Italie, deux pays membres de l'Union européenne. C'est l'une des frontières intérieures de l'espace Schengen. 

## Histoire
Durant la Seconde Guerre mondiale, de 1939 jusqu'en 1943, après l'invasion italienne de l'Albanie qui a mené à son annexion, il a existé une frontière terrestre longue de 256 kilomètres entre la Grèce et l'Italie (alors le royaume d'Italie). Son trajet suivait une ligne allant du sud de Korçë jusqu'aux rives de la mer Ionienne en face de l'île de Corfou. Cette frontière est le lieu de la guerre italo-grecque.
En juin 2020, les deux pays signe un deuxième accord qui ouvre la voie à la Grèce et à l'Italie pour délivrer des licences pour l'exploration et l'exploitation des ressources en hydrocarbures.

## Caractéristiques géographiques
Le segment Nord sépare le canal d'Otrante entre les îles Ioniennes (Corfou et Othoni) de la péninsule de Salento puis descend pour limiter la zone maritime du Calabre de la zone du Péloponnèse. Le point Sud est un tripoint avec la Libye en pleine mer méditerranéenne.
Un traité définit précisément la limite fixée à partir de seize points : 
- point 1 :39° 57.7' N , 18° 57.5' E ;
- point 2 :39° 52.4' N , 18° 56.1' E ;
- point 3 :39° 49.0' N , 18° 54.9' E ;
- point 4 :39° 17.3' N , 18° 55.6' E ;
- point 5 :39° 02.0' N , 18° 54.0' E ;
- point 6 :38° 30.0' N , 18° 43.9' E ;
- point 7 :37° 52.0' N , 18° 28.6' E ;
- point 8 :37° 21.3' N , 18° 17.0' E ;
- point 9 :36° 59.5' N , 18° 19.1' E ;
- point 10 :36° 54.4' N , 18° 19.2' E ;
- point 11 :36° 45.0' N , 18° 18.6' E ;
- point 12 :36° 26.5' N , 18° 18.0' E ;
- point 13 :36° 24.1' N , 18° 17.7' E ;
- point 14 :36° 11.0' N , 18° 15.7' E ;
- point 15 :36° 09.0' N , 18° 15.7' E ;
- point 16 :35° 34.2' N , 18° 20.7' E.